# Arrivederci, papà!
Arrivederci, papà! és una pel·lícula italiana del 1948 dirigida per Camillo Mastrocinque i protagonitzada per Gino Bechi i Mariella Lotti.

## Sinopsi
Un músic no aconsegueix apreciar la música que compon i no li dona importància als seus talents de cantant que tothom veu en ell. És una persona molt sensible, però alhora amb moltes pors en les seves relacions amb l'altre sexe. Per animar-lo a no perdre l'esperança, un amic li diu que trobarà la seva parella quan els seus nens, que ja existeixen en la ment de Déu, escullin la dona que haurà de ser la seva mare. A partir de llavors el protagonista viurà una sèrie d'esdeveniments que el portaran a trobar-se amb qui serà la seva dona.